# Домоєва кислота
Домоєва кислота — нейротоксин, що спричинює амнезію при отруєнні молюсками; також відома під назвою «кислота зомбі», аналог каїнової кислоти та проліну. Структурно є гетероциклічною амінокислотою. В навколишньому середовищі може досягати значних концентрації при цвітінні води в морях.

## Відкриття та розповсюдження
Домоєва кислота була вперше виділена з червоної водорості, що японською називається «домої» або «ханаянагі» (Chondria armata). «Домої» раніше використовувалась як антигельмінтний засіб на півдні Японії. Також домоєва кислота виробляється синьо-зеленими водостями роду Pseudo-nitzschia та видом Nitzschia navis-varingica з роду Nitzschia.
При вирощування в чистій культурі цианобактерія Pseudo-nitzschia multiseries практично повністю припиняє синтез домоєвої кислоти; але при потраплянні в культуру бактерій синтез домоєвої кислоти в клітинах цієї синьо-зеленої водорості поновлюється, що може грати захисну роль.
Почастішання та розширення географії цвітіння води в морях вздовж узбереж з високою щільністю населення робить отруєння домоєвою кислотою потенційно все небезпечнішим фактором екологічного ризику.

## Токсикологія
Протягом останніх років значний об'єм токсикологічних досліджень ефектів домоєвої кислоти був виконаний Центром вивчення морських ссавців, та іншими науковими установами, в ході вивчення впливу продукування домоєвої кислоти при цвітінні води на частоту нейрологічних розладів у морських ссавців Тихого океану.
В природі домоєва кислота акумулюється в тканинах морських організмів що харчуються фітопланктоном, таких як двостулкові молюски, анчоуси та сардини.
У ссавців, включаючи людину, домоєва кислота викликає втрату короткотривалої пам'яті, токсикологічні ушкодження головного мозку, і, при сильному отруєнні, може викликати смерть. У морських ссавців типовими симптомами отруєння є судоми та тремор. При потраплянні в мозок домоєва кислота найбільше вражає гіпокамп та мигдалину. На клітинному рівні вона спричинює явище екситотоксичності, завдяки гіперактивації АМРА- та каїнатних рецепторів.

## Зовнішні посилання
- Domoic Acid and Pseudo-nitzschia References [Архівовано 13 січня 2011 у Wayback Machine.] at Fisheries and Oceans Canada
- Amnesic Shellfish Poisoning, Domoic Acid, and Pseudo-nitzschia links at the ISSHA website
- Domoic acid [Архівовано 2 квітня 2014 у Wayback Machine.] at IPCS INCHEM
- DOMOIC ACID - A MAJOR CONCERN TO WASHINGTON STATE’S SHELLFISH LOVERS at Washington Department of Fish and Wildlife